# Thin Lizzy
Thin Lizzy es una banda irlandesa de rock formada en Dublín en 1969. Dos de sus músicos fundadores, el baterista Brian Downey y el bajista y cantante Phil Lynott, se conocieron en la secundaria. Lynott lideró al grupo durante su etapa más popular, escribiendo la mayor parte de las canciones. Los sencillos "Whiskey in the Jar" (una canción tradicional irlandesa), "Jailbreak" y "The Boys Are Back in Town" se convirtieron en éxitos internacionales. Tras la muerte de Lynott en 1986, varias encarnaciones de la banda surgieron a lo largo de los años lideradas inicialmente por los guitarristas Scott Gorham y John Sykes, aunque Sykes dejó la banda en 2009. Más tarde, Gorham continuó con una nueva alineación que incluía al baterista Brian Downey.
Lynott, el líder "de facto" de Thin Lizzy, fue el compositor de casi todas las canciones de la banda y el primer irlandés de origen afro en lograr éxito comercial en el campo de la música rock. Thin Lizzy contó con varios guitarristas aclamados por la crítica a lo largo de su historia, con Downey y Lynott como sección rítmica en la batería y el bajo respectivamente. Además de ser multirracial, la banda atrajo músicos no solo de ambos lados de la frontera irlandesa sino también de las comunidades católicas y protestantes durante el conflicto de Irlanda del Norte. Su música refleja una amplia gama de influencias, incluyendo el blues, la música soul, el rock psicodélico y la música tradicional irlandesa, pero generalmente es reconocida como una banda de hard rock. La revista Rolling Stone describe a Thin Lizzy como una banda de rock duro.
El crítico de AllMusic John Dougan afirmó que "al ser la fuerza creativa de la banda, Lynott era un escritor más perspicaz e inteligente que muchos de su clase, prefiriendo los dramas de amor y odio influenciados por Bob Dylan, Van Morrison, Bruce Springsteen, y virtualmente toda la tradición literaria irlandesa". Van Morrison, Jeff Beck y Jimi Hendrix fueron grandes influencias durante los primeros años de la banda. Entre sus influencias posteriores se pueden mencionar bandas y artistas como Wishbone Ash, Little Feat y Bob Seger.
En 2012, Gorham y Downey formaron Black Star Riders, proyecto pensado para realizar giras y grabar nuevo material como su álbum debut All Hell Breaks Loose de 2013.

## Historia

### Primeros años (1969–1972)
Dos de los miembros fundadores de Thin Lizzy, el bajista y cantante Phil Lynott y el baterista Brian Downey, se conocieron mientras asistían a la escuela en Dublín a comienzos de la década de 1960. Lynott, nacido el 20 de agosto de 1949 en West Bromwich, Inglaterra, hijo de la escritora irlandesa Philomena Lynott (1930– 2019) y de Cecil Parris (1925–2010), se mudó con su familia a Dublín cuando todavía era un niño. Downey, nacido el 27 de enero de 1951, es nativo de Dublín. Lynott inició su carrera como cantante en una banda local, The Black Eagles, en 1963, y Downey fue reclutado como su baterista en 1965.: 40  En 1967 Lynott se unió a la agrupación Skid Row por recomendación del bajista Brush Shiels,: 56  quien además invitó al joven guitarrista de Belfast Gary Moore (4 de abril de 1952 – 6 de febrero de 2011) a unirse a la banda en 1968.: 77  Tras una decepcionante aparición en televisión en 1969, Shiels despidió a Lynott, aunque la relación entre ambos continuó en buenos términos. Shiels en algún momento le enseñó a Lynott a tocar el bajo.: 82  Acto seguido, Lynott formó la banda Orphanage con Downey en la batería.: 94 
El guitarrista Eric Bell, nacido en Belfast el 3 de septiembre de 1947, inició su carrera tocando en bandas como The Deltones, Shades of Blue, The Bluebeats y Them.: 97  Más adelante se mudó a Dublín y se unió a una agrupación llamada The Dreams,: 21  abandonando la formación en 1969 con la intención de formar una banda de rock. Un conocido de Bell, el organista de Belfast Eric Wrixon (29 de junio de 1947 - 13 de julio de 2015), también antiguo miembro de Them, se trasladó a Dublín con planes similares de unirse a una agrupación de música rock.: 98 
En diciembre de 1969, Bell y Wrixon se conocieron en un bar de Dublín y compartieron su idea de formar una banda. Más adelante tuvieron la oportunidad de ver a Lynott y a Downey actuando con la banda Orphanage. Lynott no tocaba el bajo en ese entonces, pero Bell quedó particularmente impresionado con el nivel de Downey y durante un receso de la banda se presentó ante ambos músicos.: 99  Cuando Bell le habló de crear una nueva agrupación, Downey inicialmente no se mostró muy entusiasmado.: 41  Finalmente ambos músicos aceptaron, con la condición de que Lynott se encargaría de cantar y de tocar el bajo y de que se usaran algunas de sus composiciones. Wrixon fue incluido como el organista, conformando el cuarteto inicial y la primera encarnación de Thin Lizzy.: 24  El nombre de la banda fue tomado de un robot de la historieta británica The Dandy llamado Tin Lizzie.: 19 
En julio de 1970 la agrupación publicó un sencillo titulado "The Farmer"/"I Need You" con el apoyo de EMI Records. Se vendieron en total 283 copias del mismo y en la actualidad es un raro ítem de colección.: 26  Wrixon dejó la banda justo antes del lanzamiento del sencillo: 47  y regresó a Belfast, donde se unió nuevamente a la banda Them.: 54  El músico falleció el 13 de julio de 2015.

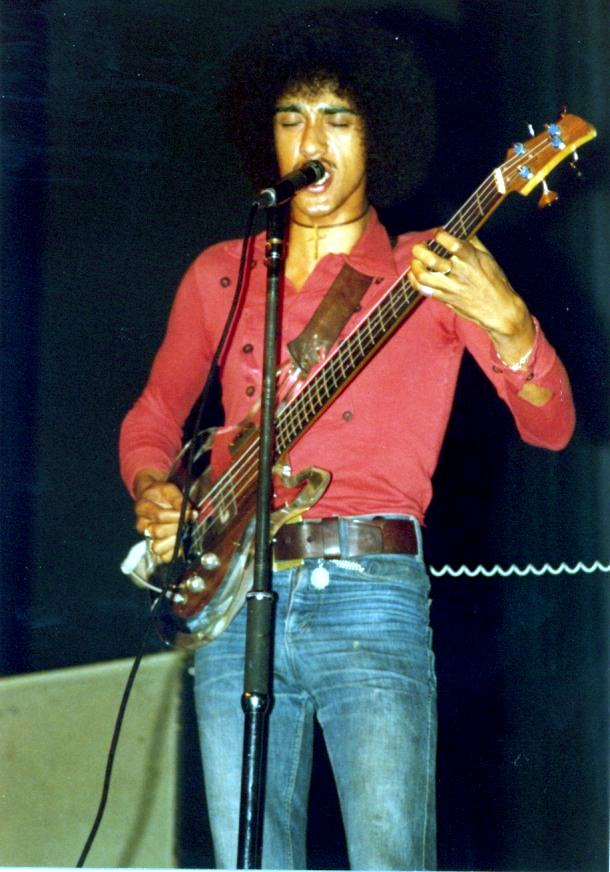
Phil Lynott en 1972.

A finales de 1970 Thin Lizzy firmó un contrato discográfico con Decca Records. La banda se trasladó a Londres en enero de 1971 para grabar su álbum debut, Thin Lizzy. El disco logró ventas moderadas pero no pudo figurar en las listas de éxitos británicas a pesar de gozar de buena radiodifusión y del apoyo de los reconocidos discjockeys John Peel y Kid Jensen. Peter Eustace, roadie del grupo, recordó: "Thin Lizzy era la banda de Eric al principio, y Phil apenas figuraba. Mi primer recuerdo de Thin Lizzy en directo fue ver a Eric desarrollando sus mímicas de Jeff Beck y Jimi Hendrix".: 27 
En marzo de 1971 la banda se mudó definitivamente a Londres antes de publicar en agosto el EP "New Day", que resultó ser un fracaso comercial.: 65  Pese a las pobres ventas, Decca decidió financiar el segundo larga duración de la banda, Shades of a Blue Orphanage, publicado en marzo de 1972. Al igual que en el álbum debut, las canciones estaban llenas de anécdotas personales y referencias de Lynott y su vida en Dublín. Musicalmente, el álbum presentaba un estilo similar al rock celta, con pocos visos del hard rock que caracterizaría a la banda en sus futuros trabajos discográficos.: 34  Nuevamente, el disco fracasó en ingresar a las listas de éxitos del Reino Unido.
Ese año, Thin Lizzy grabó un álbum compuesto en su totalidad por versiones de Deep Purple, publicado con el título Funky Junction Play: A Tribute to Deep Purple. No se hizo mención a Thin Lizzy en el álbum. Las voces y los teclados fueron grabados por miembros de otra banda, Elmer Fudd.: 64  El disco fue publicado en enero de 1973.

### "Whiskey in the Jar" (1972–1974)

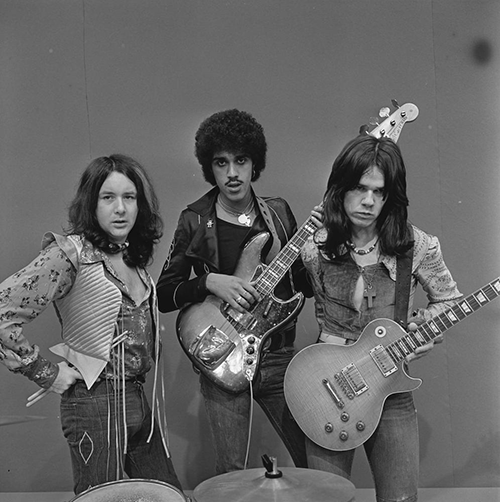
Thin Lizzy en 1974. De izquierda a derecha: Brian Downey, Phil Lynott y Gary Moore.

A finales de 1972 la banda se embarcó en una gira como soporte de la agrupación Slade (que gozaba de una gran popularidad en ese momento) y Suzi Quatro. En la misma época, Decca publicó a modo de sencillo la versión de Thin Lizzy de la canción tradicional irlandesa "Whiskey in the Jar". La banda inicialmente no estaba contenta con este lanzamiento, pues consideraban que este estilo no representaba su esencia musical.: 70  Sin embargo, el sencillo logró encabezar las listas de éxitos en Irlanda y alcanzó la sexta posición en el Reino Unido en febrero de 1973, brindándole a la agrupación la oportunidad de presentarse en el destacado programa musical Top of the Pops. No obstante, el siguiente sencillo publicado, "Randolph's Tango", no pudo figurar en las listas europeas.: 36 
El siguiente álbum de la agrupación, Vagabonds of the Western World, fue publicado en septiembre de 1973 y gozó de radiodifusión en el Reino Unido, pero nuevamente falló en las listas de éxitos.: 37  El sencillo "The Rocker" logró un éxito moderado fuera de Irlanda pero no pudo igualar el suceso generado con "Whiskey in the Jar".Downey afirmó respecto al disco: "La calidad de la escritura de Phil sumada a la agresión de la música creó un buen álbum. Creo que con "The Rocker" solo basta para resumir perfectamente de qué se trataba Thin Lizzy en ese momento".
Eric Bell repentinamente dejó la banda en 1973 tras una presentación en la Universidad de la Reina de Belfast, debido principalmente a problemas de salud y a una creciente decepción con la industria musical,siendo reemplazado por el guitarrista Gary Moore para finalizar la gira. Moore se quedó en la banda hasta abril de 1974 y participó en la grabación de tres canciones, entre las que destaca "Still in Love with You", incluida en el cuarto álbum de Thin Lizzy, Nightlife.
Tras la salida de Moore, Lynott decidió expandir la formación contratando dos guitarristas para finalizar la gira alemana en 1974. Los guitarristas seleccionados fueron John Cann y Andy Gee. Esta formación no pudo consolidarse, principalmente porque Lynott y Cann nunca pudieron congeniar.Además, Gee todavía tenía un contrato vigente con otra compañía discográfica. La gira terminó anticipadamente cuando un desilusionado Downey dejó la banda de manera temporal, en un momento en que el contrato de Thin Lizzy con Decca estaba llegando a su fin.: 83 
Lynott y Downey llevaron a cabo algunas audiciones para guitarristas, eligiendo finalmente al escocés Brian "Robbo" Robertson y al californiano Scott Gorham. Con esta nueva alineación la agrupación renovó su repertorio de canciones en vivoy se aseguró un nuevo contrato discográfico con Phonogram, aunque el álbum resultante, Nightlife, fue una decepción para la banda debido a su pulida producción.Robertson se refirió a la producción de Ron Nevison como "ordinaria" y Gorham aseguró que el álbum era "ridículamente manso".Al igual que las producciones discográficas previas, Nightlife no pudo figurar en las listas.

### "The Boys Are Back in Town" (1975–1977)

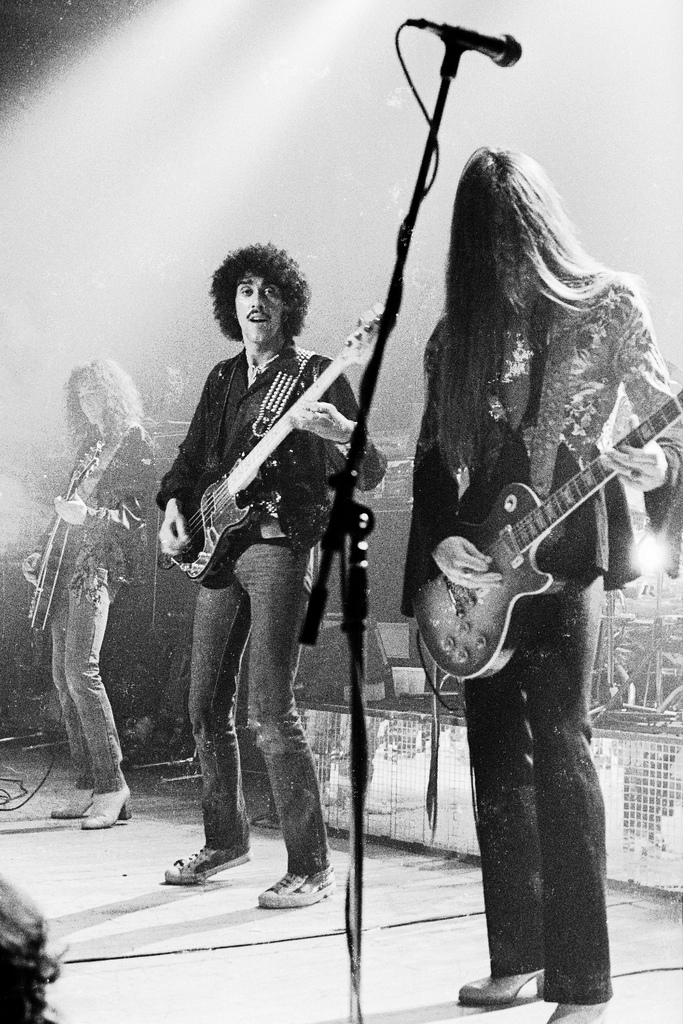
De izquierda a derecha: Brian Robertson, Phil Lynott y Scott Gorham tocando en vivo durante el Bad Reputation Tour, 24 de noviembre de 1977.

En 1975 Thin Lizzy tocó por primera vez en los Estados Unidos como banda soporte de Bob Seger y Bachman-Turner Overdrive. Cuando BTO realizó una gira europea ese mismo año en soporte del sencillo "You Ain't Seen Nothing Yet", Thin Lizzy también hizo parte de la gira.: 106  La banda nuevamente entró al estudio para la grabación del disco Fighting, primera producción de Thin Lizzy en ingresar en las listas de éxitos británicas, logrando ubicarse en la posición número 60, aunque los sencillos asociados al disco no pudieron figurar en las mismas. Encabezado por la versión de la canción "Rosalie" de Bob Seger, el álbum mostró la primera evidencia real del sonido de "guitarras gemelas" que llevaría a la banda a obtener su mayor éxito, particularmente con las armonías duales de "Wild One" y los solos de ambos guitarristas en "Suicide". Como afirmó Gorham: "Wishbone Ash habían introducido las guitarras gemelas antes que nosotros, pero nosotros nos llevamos la idea y la pusimos en un contexto de rock más pesado, más agresivo".: 65 
Tras una exitosa gira con Status Quo, la banda grabó el exitoso álbum Jailbreak. Publicado el 26 de marzo de 1976, el disco contenía el éxito internacional "The Boys Are Back in Town", canción que escaló hasta la octava posición en las listas del Reino Unido y hasta la duodécima posición en los Estados Unidos, convirtiéndose en el primer éxito real de Thin Lizzy en el país americano. El estilo de guitarras gemelas ya se había desarrollado por completo en esta época y se hizo evidente a lo largo de todo el álbum, especialmente en el mencionado sencillo y en otras canciones como "Emerald" y "Warriors". El álbum también fue bien recibido a ambos lados del Atlántico, alcanzando la posición número 10 en el Reino Unido y la número 18 en los Estados Unidos. El siguiente sencillo, "Jailbreak", también figuró en las listas en ambos continentes. Thin Lizzy se embarcó en una gira estadounidense con las agrupaciones Aerosmith, Rush y REO Speedwagon. En 1976 fue programada una gira con la agrupación Yes, pero Lynott contrajo hepatitis y la gira de conciertos tuvo que ser cancelada.: 74 
Mientras Lynott se recuperaba de su enfermedad, escribió la mayoría de las letras del siguiente álbum, Johnny the Fox. El disco fue grabado en agosto de 1976 y las sesiones empezaron a revelar ciertas desavenencias entre Lynott y Robertson; por ejemplo, hubo desacuerdos sobre los créditos de la composición del éxito "Don't Believe a Word".: 120  Lynott todavía se basaba en la mitología celta y en sus propias experiencias personales para escribir las letras de las canciones, que dominaron Johnny the Fox y otros álbumes publicados en el exitoso período de Thin Lizzy a mediados de los años 1970.: 80  La gira soporte del álbum se convirtió en un éxito, siendo coronada con una aparición en el programa de televisión en homenaje a Rod Stewart de la BBC.: 120 
Se planeó una nueva gira estadounidense en 1976, pero tuvo que ser cancelada por una lesión sufrida por Brian Robertson el 23 de noviembre cuando intentó proteger a su compatriota, cantante y amigo Frankie Miller en una pelea en el Speakeasy Club en Londres. Miller estaba tocando en el club con la banda Gonzalez, pero en estado de ebriedad sostuvo una pelea con el guitarrista de Gonzalez, Gordon Hunte. Hunte atacó a Miller con una botella en los vestidores y Robertson intervino, sufriendo daños en las arterias y en los nervios de su mano.: 128 : 121  Robertson le rompió la pierna a Hunte y atacó a otros dos hombres antes de que lo golpearan en la cabeza con una botella, dejándolo inconsciente.: 128 
Robertson sostiene que, contrariamente a los informes de la época, no estaba borracho y sólo había ido al lugar de los hechos a comer.: 82 : 128  Lynott demostró su enfado por esta situación y reemplazó a Robertson con Gary Moore para realizar otra gira por los Estados Unidos entre enero y marzo de 1977, esta vez apoyando a Queen. La gira fue un éxito y Lynott le pidió a Moore que se quedara, pero el guitarrista regresó a su banda anterior, Colosseum II. Robertson no había sido despedido oficialmente pero no estaba seguro de su posición e hizo planes para comenzar otra banda con el bajista Adam Clayton de U2.: 133  Antes de la gira estadounidense, Lynott también había invitado al guitarrista irlandés Jimi Slevin a "probar algunas cosas" con Thin Lizzy, lo que provocó especulaciones acerca del futuro de Robertson en la banda.
Thin Lizzy se trasladó a Canadá en mayo de 1977 como un trío para la grabación del disco Bad Reputation, con Gorham encargándose de grabar todas las guitarras. Un mes después de las sesiones, a instancias de Gorham, Robertson se unió nuevamente a la banda, en sus propias palabras, "como músico de sesión".: 87  En palabras de Lynott, Robertson llegó en calidad de "músico invitado".: 126  Robertson agregó pistas de guitarra principal a tres canciones, así como la guitarra rítmica y los teclados, y se convirtió nuevamente en músico oficial de Thin Lizzy en julio. El álbum fue lanzado en septiembre y se vendió bien, alcanzando la posición número 4 en el Reino Unido, impulsado por el exitoso sencillo "Dancing in the Moonlight (It's Caught Me in Its Spotlight)".: 139  También en 1977, Thin Lizzy encabezó el Festival de Reading, compartiendo escenario con agrupaciones como Aerosmith, Uriah Heep y Golden Earring.

### El regreso de Gary Moore (1978–1979)

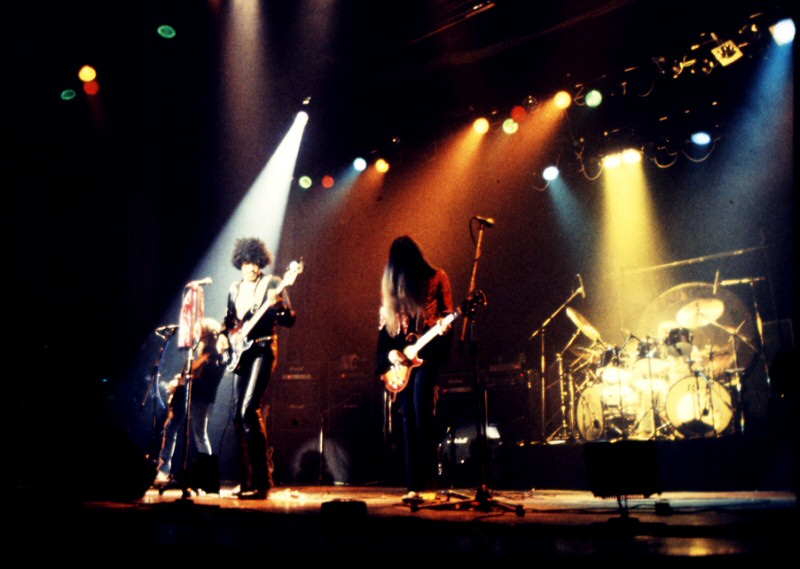
Thin Lizzy el 8 de agosto de 1977.

En 1978 Thin Lizzy publicó su primer álbum en vivo, titulado Live and Dangerous.: 96  El disco fue un éxito, alcanzado la segunda posición en las listas británicas y siendo seleccionado como el mejor álbum en vivo de la historia por la revista Classic Rock en 2004. Robertson abandonó definitivamente la formación poco tiempo después de una presentación en Ibiza en julio de 1978, debido principalmente a las constantes diferencias con Lynott.: 140  Acto seguido, Robertson formó la banda Wild Horses con el bajista Jimmy Bain.

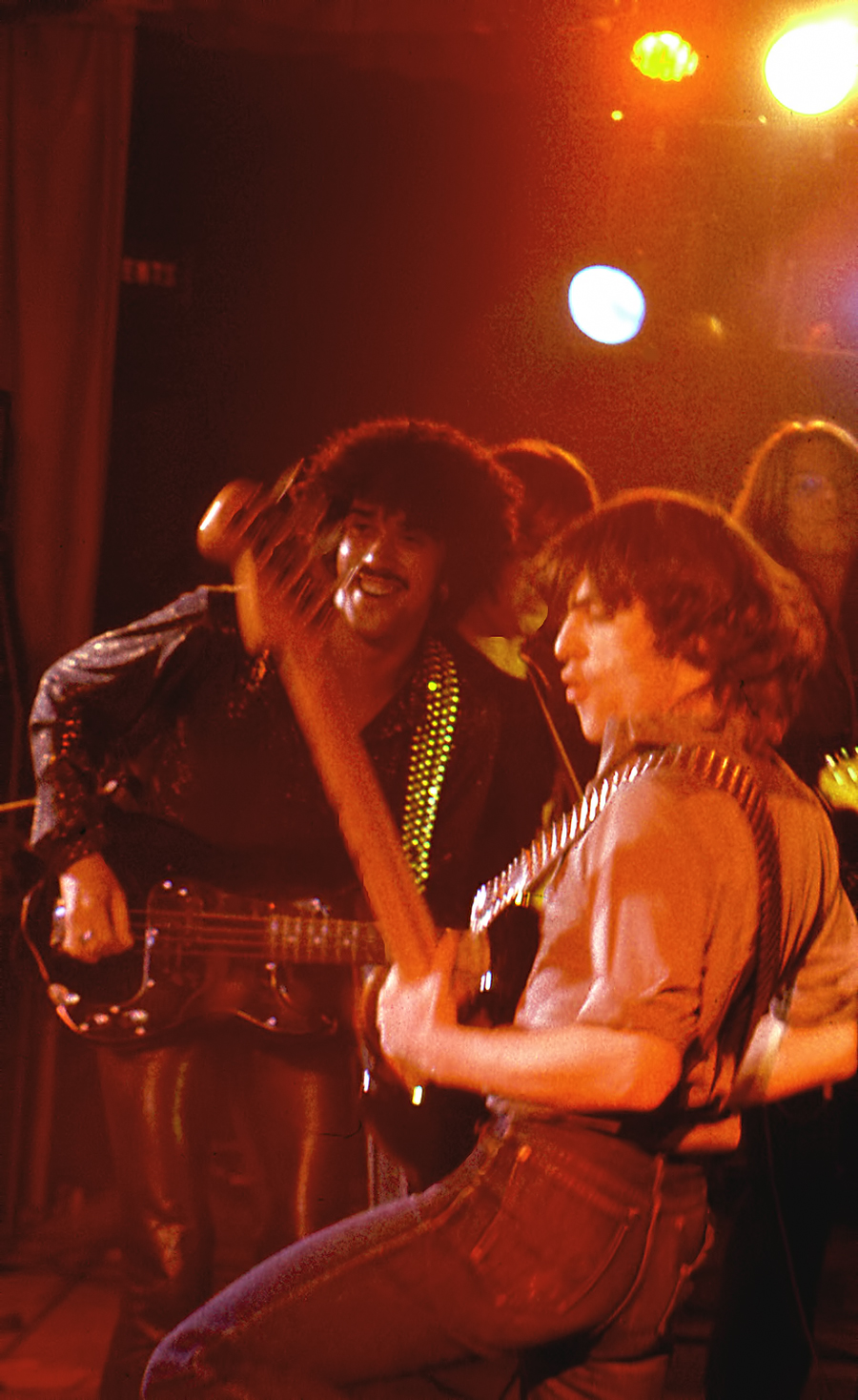
Phil Lynott con Pete Briquette de The Boomtown Rats en diciembre de 1978.

Lynott reemplazó a Robertson con Gary Moore nuevamente y unió fuerzas con Steve Jones y Paul Cook de Sex Pistols y con Chris Spedding y Jimmy Bain, para formar The Greedy Bastards, proyecto que brindó algunos recitales en esa época. De esta forma Lynott pudo relacionar a su banda con el movimiento punk.: 160  Otros miembros ocasionales de The Greedy Bastards incluyeron a Bob Geldof y Pete Briquette de The Boomtown Rats.
En agosto la banda inició otra gira estadounidense, seguida de un viaje a Oceanía. Brian Downey no viajó con la banda, pues había contraído neumonía y prefirió pasar algún tiempo en Irlanda. Fue reemplazado para la gira por el baterista estadounidense Mark Nauseef.: 141  Tras su regreso, Downey se unió de nuevo a la banda y en 1979 ingresó al estudio para grabar un nuevo álbum, Black Rose: A Rock Legend, en París. Las sesiones estuvieron marcadas por la fuerte adicción a las drogas de Lynott y Gorham en particular.: 255  Los sencillos "Waiting for an Alibi" y "Do Anything You Want To" tuvieron éxito, ayudando al álbum a alcanzar la segunda posición en las listas del Reino Unido. El tercer sencillo publicado, "Sarah", fue un homenaje de Lynott a su hija recién nacida.: 83 
El 4 de julio de 1979, Gary Moore dejó la formación abruptamente en plena gira por los Estados Unidos. Años después, Moore afirmó: "aunque no me arrepiento de haberme ido, tal vez no fue la mejor forma de hacerlo. Pude haberlo hecho de otra forma, supongo. Simplemente tenía que irme".: 184  Posteriormente continuó su carrera en solitario, editando varios álbumes de éxito. Colaboró con Lynott y Downey en su álbum de 1978 Back on the Streets y en el sencillo "Parisienne Walkways" antes de dejar Thin Lizzy, y en 1985 nuevamente trabajó con Lynott en la grabación del sencillo "Out in the Fields". Gary Moore falleció el 6 de febrero de 2011 a la edad de 58 años por insuficiencias cardíacas.
Tras el abandono de Moore, Thin Lizzy continuó girando como un trío antes de la llegada de Midge Ure para reemplazarlo de manera temporal. Ure tenía planeado unirse a la banda Ultravox, pero había escrito junto a Lynott la canción "Get Out of Here" del álbum Black Rose: A Rock Legend y aceptó ayudar a Thin Lizzy a completar la correspondiente gira del disco.: 112  El músico también contribuyó con algunas partes de guitarra en The Continuing Saga of the Ageing Orphans, un álbum recopilatorio compuesto por versiones de canciones de la época en la que Eric Bell era el guitarrista de la banda. En su regreso al Reino Unido, la agrupación tenía planeado encabezar nuevamente el Festival de Reading el 25 de agosto de 1979, pero tuvo que cancelar su participación debido a los problemas que se venían presentando en la formación.: 113 
Lynott decidió incorporar al guitarrista Dave Flett, antiguo miembro de Manfred Mann's Earth Band, para permitirle a Ure tocar los teclados cuando fuese necesario durante una gira programada en tierras japonesas. La gira se realizó de forma satisfactoria, pero Lynott empezó a dedicar más tiempo en otros proyectos como su primer álbum en solitario, Solo in Soho, y empezó a componer material para otras bandas.: 202  Además retomó la iniciativa de The Greedy Bastards, grabando con este proyecto el sencillo "A Merry Jingle" en diciembre de 1979. The Greedies, ahora conformados por Lynott, Gorham y Downey con Steve Jones y Paul Cook, logró ubicar el mencionado sencillo en la posición número 28 en las listas británicas.: 89 

### Últimos años y separación (1980–1983)

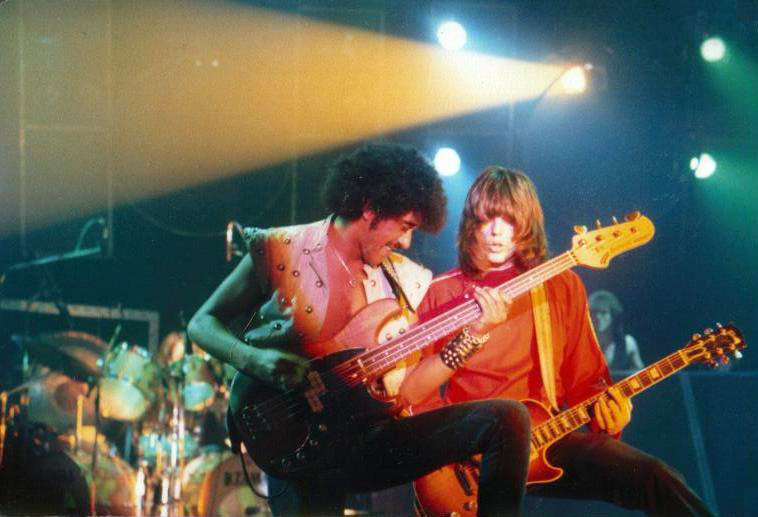
Thin Lizzy en concierto en 1981.

Mientras Lynott buscaba un guitarrista permanente, trabajó con músicos relacionados con la banda para la grabación de Solo in Soho, publicado en abril de 1980, y empezó a trabajar en un nuevo disco de estudio de Thin Lizzy, Chinatown. Lynott se casó el 14 de febrero y su esposa dio a luz a su segunda hija en julio. Dave Flett esperaba convertirse en miembro permanente de Thin Lizzy pero Lynott escogió al guitarrista Snowy White, quien había tocado con Pink Floyd y Peter Green.: 115  Midge Ure seguía siendo un músico temporal en la banda y en 1980 fue reemplazado por Darren Wharton.: 122  Esta alineación se encargó de completar la grabación del disco Chinatown. El primer sencillo publicado, "Chinatown", alcanzó la posición número 21 en el Reino Unido. "Killer on the Loose", segundo sencillo, ingresó en el Top 10 en medio de la polémica generada por los asesinatos de Peter Sutcliffe, conocido como "El destripador de Yorkshire".: 155 
Chinatown fue publicado en octubre de 1980, ubicándose en la séptima posición en las listas británicas pero fallando en las listas estadounidenses. Tras una exitosa gira por Japón y Australia, la banda se embarcó en la que sería su última gira de conciertos por los Estados Unidos a finales de 1980.: 131  Durante los primeros meses de 1981, Lynott empezó a trabajar en su segundo álbum como solista, apoyado por miembros de Thin Lizzy y otro grupo de músicos de sesión. Se empezó a grabar material para un nuevo disco de Thin Lizzy, pero las sesiones de grabación estuvieron rodeadas de incertidumbre. El productor Chris Tsangarides afirmó al respecto: "La sensación de confusión estaba en el aire, nadie sabía si estaban trabajando en un disco en solitario de Phil o en un álbum de Lizzy".: 133  Snowy White había sentido anteriormente que, como miembro de Thin Lizzy, se le debería haber pagado como músico de sesión por aparecer en las grabaciones en solitario de Lynott.: 216 
En abril de 1981 fue publicado el primer álbum recopilatorio de Thin Lizzy, titulado The Adventures of Thin Lizzy. El álbum se posicionó en la sexta casilla en las listas británicas y el sencillo "Trouble Boys" alcanzó la posición número 53.: 157  De acuerdo con White: 134  y Wharton,: 221  Lynott era el único que quería que se publicara la canción, desaprobada por el resto de la banda. Incluso el nuevo disco de la banda planeaba ser titulado "Trouble Boys", pero los pobres resultados del sencillo hicieron que esta idea fuera desechada, optando finalmente por titular el disco Renegade.: 136  La agrupación encabezó por esa época el primer concierto llevado a cabo en el Castillo de Slane el 16 de agosto, compartiendo escenario con bandas y artistas como Kirsty MacColl, Hazel O'Connor y U2.: 135 
El segundo álbum de Lynott, The Philip Lynott Album, fue publicado en 1982 mientras que Renegade vio la luz en noviembre de 1981. Renegade no pudo equiparar el éxito de las producciones recientes de la banda, alcanzando solamente la posición número 38 en el Reino Unido y la número 157 en los Estados Unidos.: 138  El sencillo "Hollywood (Down on Your Luck)" tampoco pudo figurar en las listas.: 103  Gorham y Wharton se mostraron insatisfechos con algunas de las canciones incluidas en el disco, especialmente con "Angel of Death", "Fats" y "Mexican Blood".: 223  Wharton no fue incluido en las imágenes promocionales del disco, pese a que en ese momento era un miembro permanente de Thin Lizzy. "Fue algo doloroso", afirmó más tarde el músico.: 224 

#### Thunder and Lightning

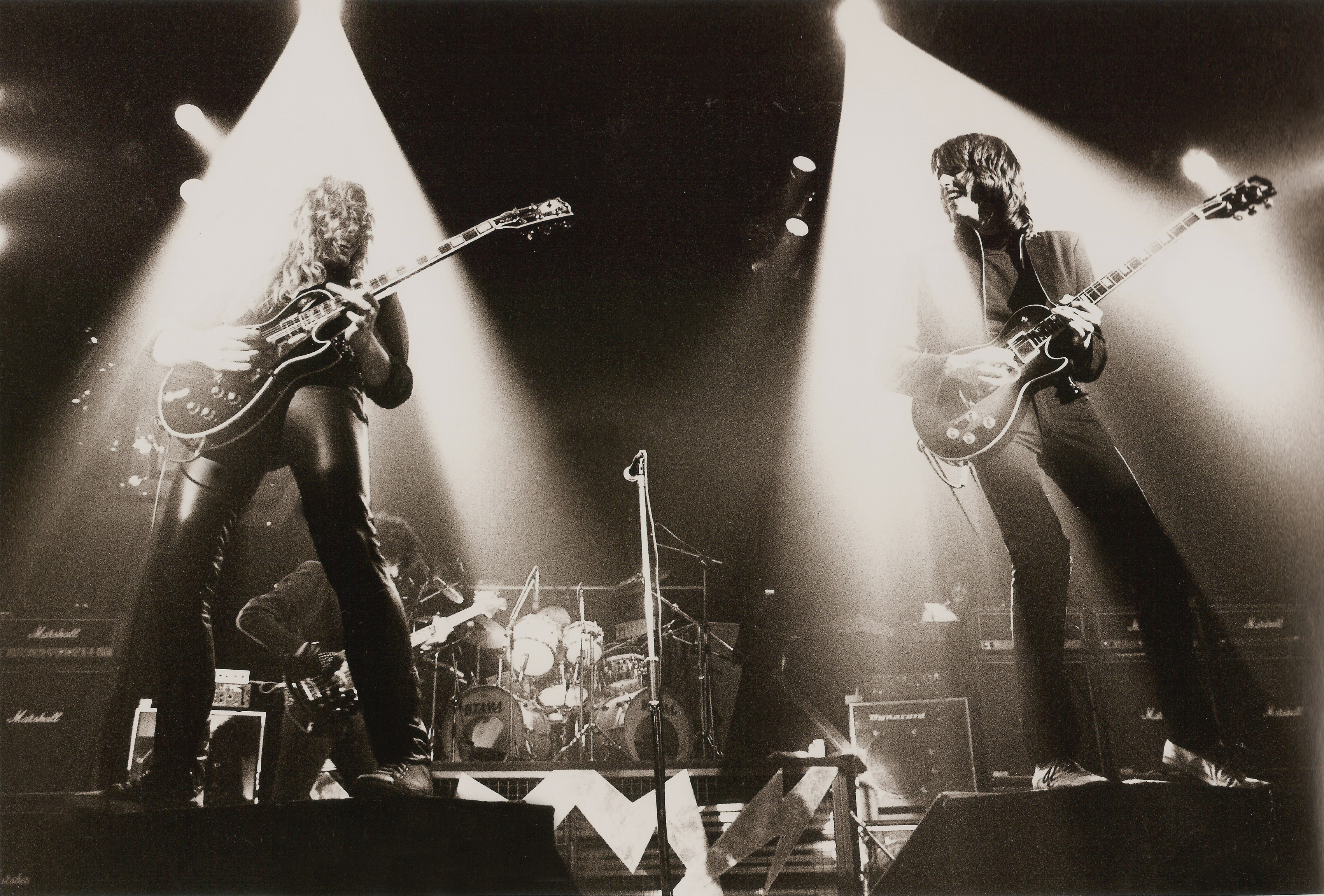
Thin Lizzy tocando en vivo en el Apollo de Mánchester.

A comienzos de 1982 Downey y Gorham tuvieron que tomarse un descanso de la gira europea para resolver algunos problemas personales. Downey se vio envuelto en una riña en un club en Dinamarca en febrero: 143  y Gorham empezó a sufrir padecimientos relacionados con su adicción a las drogas.: 159  Downey se perdió cinco conciertos y fue reemplazado por los bateristas Mark Nauseef y Mike Mesbur. En marzo, Gorham colapsó y tuvo que regresar a casa; ocho conciertos fueron brindados a modo de cuarteto y seis tuvieron que ser pospuestos.
Ese mismo año Lynott se embarcó en una gira en soporte de su segundo álbum, el cual no obtuvo las ventas esperadas. Snowy White dejó la banda en agosto de 1982, cansado del caos de fechas en las giras y de los problemas de Lynott con las drogas. White tuvo éxito con su sencillo "Bird of Paradise", el cual logró figurar en las listas británicas en 1983. El mánager Chris O'Donnell también abandonó la agrupación, admitiendo más tarde que "la banda que una vez fue brillante se convirtió en basura".: 231 

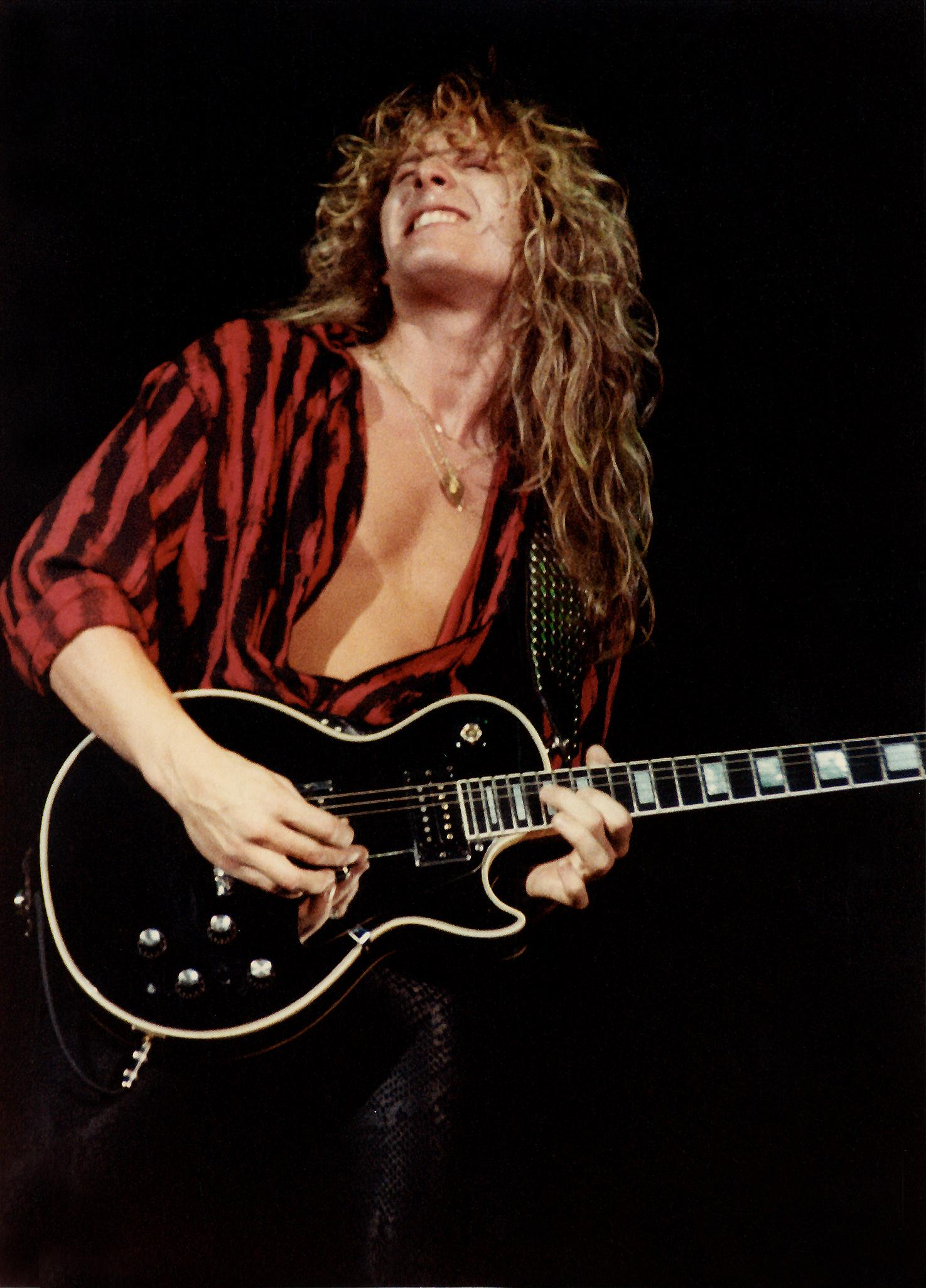
El guitarrista John Sykes tocó con la banda entre 1982 y 1983.

Lynott trató de encontrar un reemplazante para White antes de iniciar la grabación del siguiente disco, el cual terminaría siendo su último trabajo discográfico de estudio oficial. En septiembre de 1982 se puso en contacto con el virtuoso guitarrista John Sykes, quien había tocado por un breve lapso de tiempo con la agrupación de heavy metal Tygers of Pan Tang. Con la colaboración de Sykes, Lynott compuso el primer sencillo, "Cold Sweat", aunque el resto de las canciones del disco ya habían sido escritas. Thunder and Lightning fue publicado en marzo de 1983 y probó ser mucho más exitoso que Renegade de 1981, alcanzando la cuarta posición en las listas británicas.: 108  La presencia de Sykes rejuveneció el sonido de la banda y le aportó elementos propios del heavy metal.: 158 
La gira de soporte del álbum terminó convirtiéndose en la despedida de la banda, a pesar de que Lynott no estaba convencido de ello. Sykes quería continuar pero Gorham mostró su descontento, fatigado por las extensas giras.: 235  El tour fue un éxito y varias canciones fueron grabadas para ser incluidas en un álbum en vivo. Varios de los guitarristas que habían pasado por las filas de Thin Lizzy fueron invitados en algunas fechas de la gira, con la excepción de Snowy White. El álbum fue publicado en octubre de 1983 con el nombre de Life. La producción figuró en la posición número 29 en las listas de éxitos del Reino Unido.: 115  Lynott salió de gira con Downey y Sykes en calidad de solista, creando un proyecto denominado The Three Musketeers.: 164 
Tras una accidentada gira por Japón, en la que algunos miembros de la banda tuvieron serios problemas de adicción,: 245  Thin Lizzy tocó su última presentación en el Reino Unido en el Festival de Reading el 28 de agosto de 1983, evento que fue publicado de manera oficial en 1992 con el nombre BBC Radio One Live in Concert. El último concierto de la banda se llevó a cabo en Núremberg, Alemania, el 4 de septiembre, en el marco del festival Monsters of Rock.: 114 

### Muerte de Phil Lynott (1986)

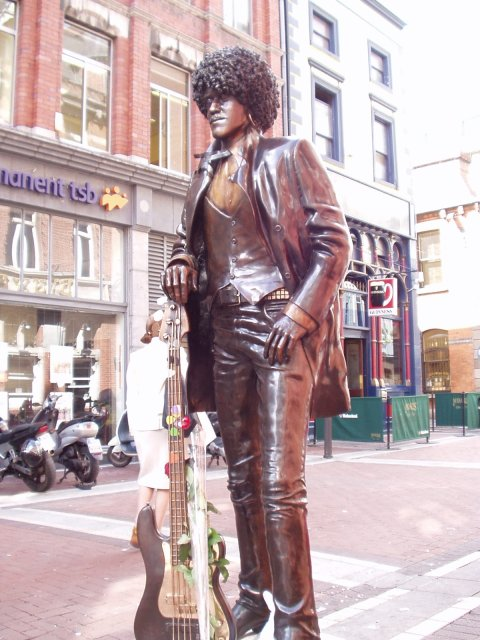
Estatua de Phil Lynott en Dublín, Irlanda.

El guitarrista John Sykes se unió a la agrupación Whitesnake y Downey decidió tomarse un descanso. Por este motivo, Lynott se dedicó de lleno a su carrera como solista, publicando en 1985 el exitoso sencillo "Out in the Fields" nuevamente con Gary Moore como guitarrista.: 173  La canción, compuesta por Moore, fue incluida en el álbum Run for Cover. El último sencillo publicado por Lynott, "Nineteen", apenas pudo alcanzar la posición número 76 en el Reino Unido. Antes de su muerte, Lynott se encontraba planeando la publicación de un tercer álbum como solista.
Lynott falleció en un hospital de Salisbury, Wiltshire, el 4 de enero de 1986 a los 36 años, a raíz de una neumonía y de un fallo cardíaco asociados a su drogadicción.: 202 : 293 : 122 
El 17 de mayo, miembros de Thin Lizzy se reunieron para brindar un concierto en el marco del festival Self Aid, con una alineación conformada por Moore, Downey, Gorham, Wharton y Bob Daisley. Bob Geldof y Moore aportaron la mayor parte de las líneas vocales y varios cantantes subieron al escenario para una interpretación de la canción "Whiskey in the Jar".

### Thin Lizzy sin Lynott (1996–presente)

#### 1996–2010: etapa de John Sykes
En 1996 John Sykes decidió reactivar a Thin Lizzy, presentando a la banda como un tributo a la vida y obra de Phil Lynott. El guitarrista decidió encargarse de la voz y convenció a Scott Gorham, Brian Downey y Darren Wharton para que lo acompañaran. Para completar la alineación, Marco Mendoza se unió a la formación como bajista. La banda fue duramente criticada por usar el nombre de Thin Lizzy incluso después de la muerte de Lynott,: 214  a pesar de no haber sido pensada para grabar nuevo material de estudio.

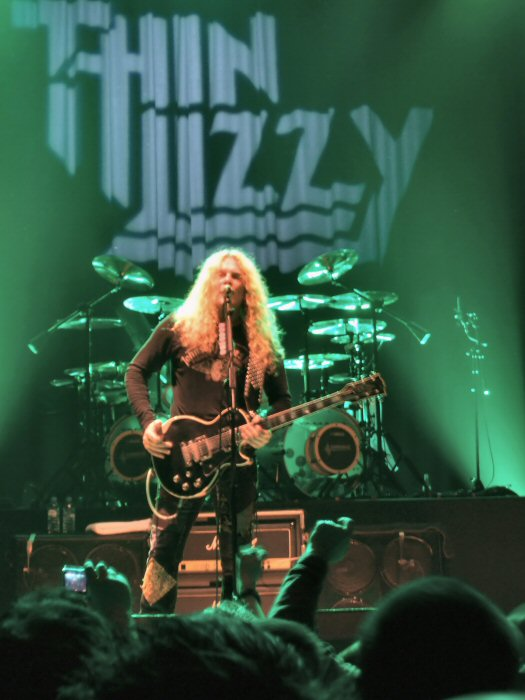
John Sykes en vivo con Thin Lizzy en 2007.

En 1997 Tommy Aldridge reemplazó en la batería a Downey. Esta alineación se mantuvo hasta el año 2000, cuando fue grabado un álbum en vivo titulado One Night Only. A comienzos de 2001 se planeó realizar una gira por los Estados Unidos, pero Wharton decidió dejar la formación. Entre 2000 y 2004, Mendoza salió de gira con Ted Nugent y Whitesnake. Sykes publicó dos álbumes como solista en 2002 y 2003, mientras que Gorham empezó a trabajar con su banda 21 Guns. Thin Lizzy realizó algunos conciertos esporádicos durante esta época, valiéndose de músicos temporales como Guy Pratt.
En 2004 la banda regresó a los escenarios, esta vez con Sykes, Gorham, el bajista Randy Gregg y el baterista Michael Lee. Esta alineación salió de gira por Norteamérica como acto de apertura de Deep Purple. Mendoza retornó en 2005 y Aldridge en 2007. En un recital brindado en el Hammersmith Apollo el 13 de diciembre de 2007, la alineación estaba conformada por Sykes, Gorham, Aldridge y Francesco DiCosmo en el bajo.
Estaba planeado que Thin Lizzy realizara una gira europea con AC/DC en junio de 2009, pero el baterista Tommy Aldridge sufrió un accidente y estas fechas fueron canceladas. El 30 de junio se anunció en el sitio oficial de la banda la salida de John Sykes. Gorham se refirió a este hecho de la siguiente manera: "Ha sido un momento muy duro para mí y para la banda, primero con la lesión de Tommy Aldridge y ahora con la decisión de John y el resto del grupo de ir por caminos separados. Sólo puedo pedir disculpas a todos los que nos han apoyado a lo largo de los años, pero pronto volveremos a la normalidad".

#### 2010–2017: etapa de Ricky Warwick y Black Star Riders

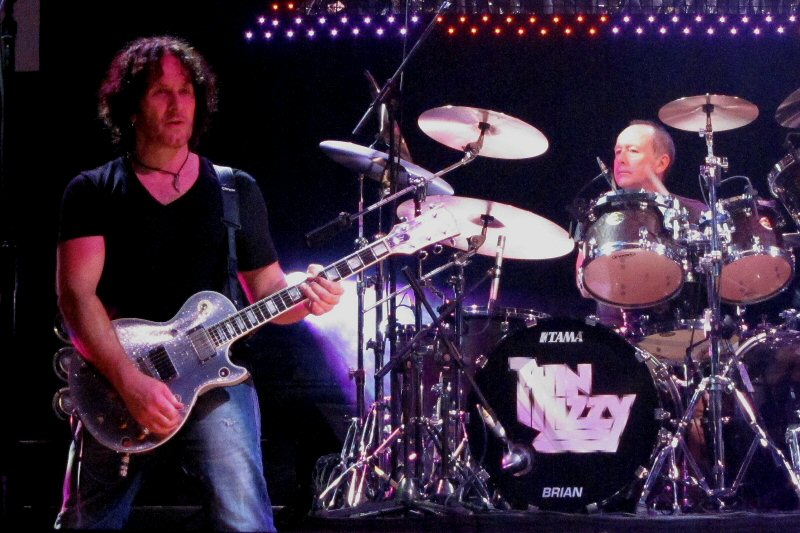
Vivian Campbell y Brian Downey con Thin Lizzy el 6 de enero de 2011.

En septiembre de 2009, Gorham empezó a reunir una nueva versión de Thin Lizzy y en mayo de 2010 anunció una nueva alineación, conformada por Brian Downey, Darren Wharton, Marco Mendoza, el guitarrista Vivian Campbell y el cantante Ricky Warwick. Una nueva gira dio inicio el 6 de enero de 2011 en el Music Hall Aberdeen y finalizó en Dublín el 17 de febrero del mismo año. Cuando Campbell regresó a Def Leppard fue sustituido por Richard Fortus.
El 20 de diciembre de 2012, Gorham reveló la creación del proyecto Black Star Riders, conformado por Warwick, Gorham, Mendoza, Damon Johnson y Jimmy DeGrasso. Esta formación grabó el álbum All Hell Breaks Loose, publicado en mayo de 2013. Dos años después fue publicado el álbum The Killer Instinct, con Robbie Crane reemplazando a Mendoza como bajista. Heavy Fire fue la siguiente producción de la banda, publicada el 3 de febrero de 2017.
El 19 de enero de 2016 se anunció una nueva reunión de Thin Lizzy para conmemorar los cuarenta años de su formación. La alineación anunciada estaría conformada por Gorham, Warwick, Johnson y Wharton, con el baterista Mikkey Dee confirmado inicialmente. Tres meses después se anunció que Dee no participaría en la gira y que sería reemplazado por Steven Sweet de Warrant, Colin Burgess ex AC/DC y Warrant. Tom Hamilton, bajista de Aerosmith, también fue incluido en la gira. Después de estos conciertos, Gorham confirmó que las giras de Thin Lizzy eran probablemente cosa del pasado, pero que la banda seguiría actuando en eventos únicos de forma esporádica.

#### Estilo y legado

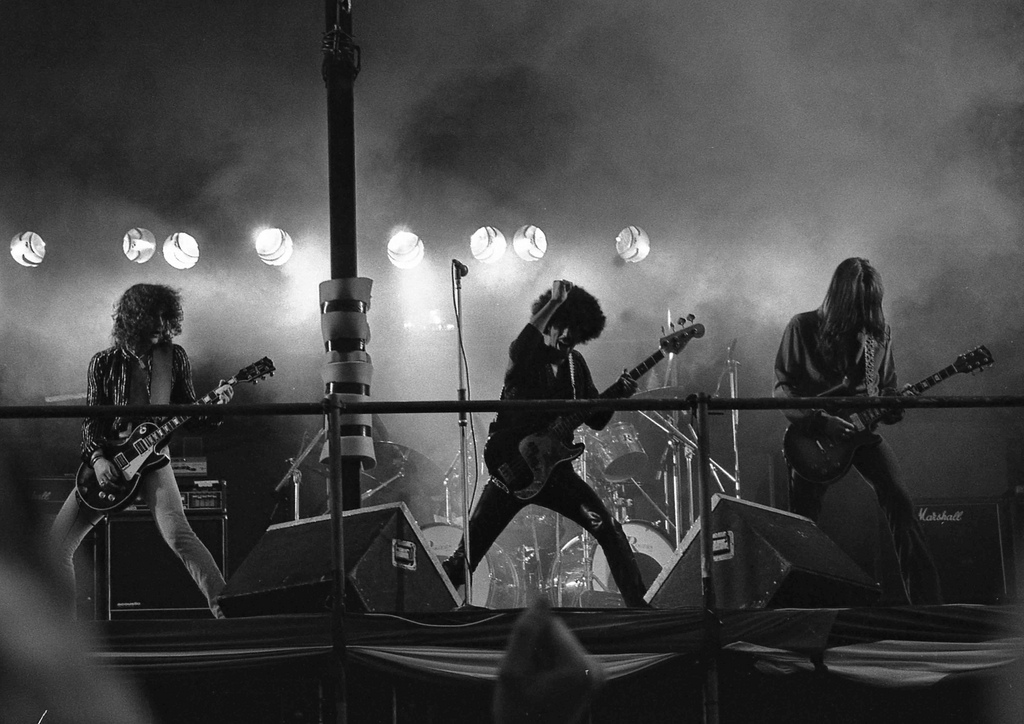
Alineación clásica de Thin Lizzy. De izquierda a derecha: Brian Robertson (guitarra), Phil Lynott (bajo) y Scott Gorham (guitarra).

En 1974 Phil Lynott decidió incluir a dos guitarristas en la formación de la banda. Este estilo fue redefinido en los años posteriores por bandas como Judas Priest (quienes harían lo propio también en 1974), Saxon, Warrant, Creed y Def Leppard. Iron Maiden grabó un cover de la canción "Massacre" del álbum Johnny the Fox de Thin Lizzy y lo publicó en su sencillo de 1988 "Can I Play with Madness". Una versión de la canción "Cowboy Song" aparece en el álbum Rabbit Don't Come Easy de la banda alemana de power metal Helloween como un bonus track en su versión japonesa. Bon Jovi también menciona su influencia del grupo, eso gracias a dos covers de sus canciones más reconocidas como "The Boys Are Back in Town" y "Borderline", incluidas en el álbum Keep The Faith. La banda estadounidense Metallica incluyó el cover de la canción popular "Whiskey in the Jar" en su álbum recopilatorio de versiones Garage Inc., lanzándola como sencillo de este material y con su propio video musical. Pearl Jam, por su parte, grabó una versión de "Cold Sweat", incluida en su álbum Lightning Bolt. El grupo sueco Europe en su álbum Almost Unplugged interpretó la canción "Suicide" y en el álbum Live at Sweden Rock – 30th Anniversary Show tocó la canción  "Jailbreak" con el acompañamiento en guitarra de Scott Gorham. Thin Lizzy ha sido nombrada como una gran influencia por músicos de bandas como Britny Fox, 
Alice in Chains, Def LeppardCreedBlondie PoisonA Flock of Seagulls y Big Time Rush.

## Miembros
- Scott Gorham – guitarra, coros (1974-1983, 1986, 1991, 1994, 1996-2001, 2004-presente)
- Darren Wharton – teclados, coros (1981-1983, 1986, 1994, 1996-2001, 2010-presente)
- Ricky Warwick – voz, guitarra ocasional (2010-presente)
- Damon Johnson - guitarra, coros (2011-presente)
- Scott Travis - batería, percusión (2016-presente)
- Troy Sanders - bajo, coros (2019-presente)
- Phil Lynott - voz, bajo (1970-a la eternidad)

## Discografía
- Thin Lizzy (1971)
- Shades of a Blue Orphanage (1972)
- Vagabonds of the Western World (1973)
- Nightlife (1974)
- Fighting (1975)
- Jailbreak (1976)
- Johnny the Fox (1976)
- Bad Reputation (1977)
- Live and Dangerous (1978)
- Black Rose: A Rock Legend (1979)
- Chinatown (1980)
- Renegade (1981)
- Thunder and Lightning (1983)
- Life (1983)